# Seleção Italiana de Futebol
A Seleção Italiana de Futebol é o time nacional da Itália de futebol masculino, gerido pela Federação Italiana de Futebol, que representa a Itália nas competições de futebol da UEFA e da FIFA. A equipe é uma das seleções de futebol masculino mais bem sucedidas na história das Copas do Mundo, tendo disputado seis finais e saído vitoriosa em quatro (1934,1938,1982 e 2006), ficando com o vice-campeonato em 1970 e 1994. Outras duas boas campanhas foram o terceiro lugar em 1990 e o quarto posto em 1978. Venceu também duas Eurocopas (1968 e 2020) e ganhou uma medalha no Futebol dos Jogos Olímpicos de 1936. 

A cor tradicional da camisa da seleção é em homenagem à antiga casa real italiana de Saboia, cuja família reinou o país de 1861 até 1946 e tinha como a cor predominante da bandeira real o azul claro e, portanto, os membros da seleção são apelidados Azzurri e a seleção, de Nazionale. O primeiro uniforme italiano foi todo branco, segundo a federação, por ser a cor do estandarte real e imperial da Itália usado de 1880 a 1946, mas há quem diga que na verdade a cor tinha um preço mais em conta do que outras tonalidades na época. Foi somente em 1922 que os italianos estrearam a camisa azul. Os calções são tradicionalmente brancos, e tradicionalmente também a combinação contrária (camisas e meias brancas e calções azuis) constituem o uniforme reserva. Contudo, na Copa do Mundo de 1938, foi usado um uniforme totalmente preto, a cor do fascismo, nas quartas de final contra os anfitriões franceses. A Itália também utilizou calções pretos nas partidas contra a União Soviética e a Coreia do Norte pela Copa do Mundo de 1966.
A Itália possui 18 participações em Copas do Mundo (contando até a Copa de 2022), não tendo participado apenas de quatro Copas: 1930,1958, 2018 e 2022. No caso de 1930, a Itália não se inscreveu, agindo como a maior parte das seleções europeias, que não se interessaram por aquela Copa. Nos casos de 1958, 2018 e 2022, foram nessas ocasiões em que a Itália não conseguiu se classificar, falhando nas Eliminatórias.
A Itália é a primeira seleção a conquistar duas Copas do Mundo consecutivas e a segunda a ser quatro vezes campeã ("tetracampeã") desta competição. Além disso, contou com jogadores naturalizados italianos em todos os seus títulos mundiais: o brasileiro Anfilogino Guarisi, os argentinos Luis Monti, Attilio Demaría, Raimundo Orsi e Enrique Guaita (1934); o uruguaio Michele Andreolo (1938); o líbio de nascimento Claudio Gentile (1982); o argentino Mauro Camoranesi e o inglês de nascimento Simone Perrotta (2006).
Outros estrangeiros conhecidos que jogaram pela Itália foram os brasileiros José "Mazzola" Altafini, Angelo Sormani, Dino da Costa e recentemente Thiago Motta e Éder; os uruguaios carrascos do Brasil na Copa de 1950, Juan Alberto Schiaffino e Alcides Ghiggia; os argentinos Humberto Maschio e Omar Sívori; o suíço Roberto di Matteo; e o norte-americano de nascimento Giuseppe Rossi.

## Desempenho em competições
| Desempenho na Copa do Mundo | Desempenho na Copa do Mundo | Desempenho na Copa do Mundo | Desempenho na Copa do Mundo | Desempenho na Copa do Mundo | Desempenho na Copa do Mundo | Desempenho na Copa do Mundo | Desempenho na Copa do Mundo | Desempenho na Copa do Mundo |
| Ano                         | Fase                        | Posição                     | J                           | V                           | E*                          | D                           | GP                          | GC                          |
| --------------------------- | --------------------------- | --------------------------- | --------------------------- | --------------------------- | --------------------------- | --------------------------- | --------------------------- | --------------------------- |
| 1930                        | Não participou              | Não participou              | Não participou              | Não participou              | Não participou              | Não participou              | Não participou              | Não participou              |
| 1934                        | Campeã                      | 1/16                        | 5                           | 4                           | 1                           | 0                           | 12                          | 3                           |
| 1938                        | Campeã                      | 1/15                        | 4                           | 4                           | 0                           | 0                           | 11                          | 5                           |
| 1950                        | 1ª fase                     | 7/13                        | 2                           | 1                           | 0                           | 1                           | 4                           | 3                           |
| 1954                        | 1ª fase                     | 10/16                       | 3                           | 1                           | 0                           | 2                           | 6                           | 7                           |
| 1958                        | Não se classificou          | Não se classificou          | Não se classificou          | Não se classificou          | Não se classificou          | Não se classificou          | Não se classificou          | Não se classificou          |
| 1962                        | 1ª fase                     | 9/16                        | 3                           | 1                           | 1                           | 1                           | 3                           | 2                           |
| 1966                        | 1ª fase                     | 9/16                        | 3                           | 1                           | 0                           | 2                           | 2                           | 2                           |
| 1970                        | Vice-campeã                 | 2/16                        | 6                           | 3                           | 2                           | 1                           | 10                          | 8                           |
| 1974                        | 1ª fase                     | 10/16                       | 3                           | 1                           | 1                           | 1                           | 5                           | 4                           |
| 1978                        | 4º lugar                    | 4/16                        | 7                           | 4                           | 1                           | 2                           | 9                           | 6                           |
| 1982                        | Campeã                      | 1/24                        | 7                           | 4                           | 3                           | 0                           | 12                          | 6                           |
| 1986                        | Oitavas de final            | 12/24                       | 4                           | 1                           | 2                           | 1                           | 5                           | 6                           |
| 1990                        | 3º lugar                    | 3/24                        | 7                           | 6                           | 1                           | 0                           | 10                          | 2                           |
| 1994                        | Vice-campeã                 | 2/24                        | 7                           | 4                           | 2                           | 1                           | 8                           | 5                           |
| 1998                        | Quartas de final            | 5/32                        | 5                           | 3                           | 2                           | 0                           | 8                           | 3                           |
| 2002                        | Oitavas de final            | 15/32                       | 4                           | 1                           | 1                           | 2                           | 5                           | 5                           |
| 2006                        | Campeã                      | 1/32                        | 7                           | 5                           | 2                           | 0                           | 12                          | 2                           |
| 2010                        | 1ª fase                     | 26/32                       | 3                           | 0                           | 2                           | 1                           | 4                           | 5                           |
| 2014                        | 1ª fase                     | 22/32                       | 3                           | 1                           | 0                           | 2                           | 2                           | 3                           |
| 2018                        | Não se classificou          | Não se classificou          | Não se classificou          | Não se classificou          | Não se classificou          | Não se classificou          | Não se classificou          | Não se classificou          |
| 2022                        | Não se classificou          | Não se classificou          | Não se classificou          | Não se classificou          | Não se classificou          | Não se classificou          | Não se classificou          | Não se classificou          |
| 2026                        | A definir                   | A definir                   | A definir                   | A definir                   | A definir                   | A definir                   | A definir                   | A definir                   |
| Total                       | 18/21                       | 4 Títulos                   | 83                          | 45                          | 21                          | 17                          | 128                         | 77                          |

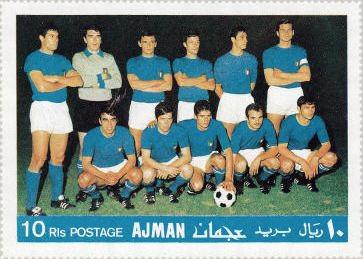
A Seleção Italiana antes da final da Eurocopa 1968. Da esquerda para a direita, em pé: Salvadore, Zoff, Riva, Rosato, Guarneri e Facchetti; agachados, Anastasi, De Sisti, Domenghini, Sandro Mazzola e Burgnich.

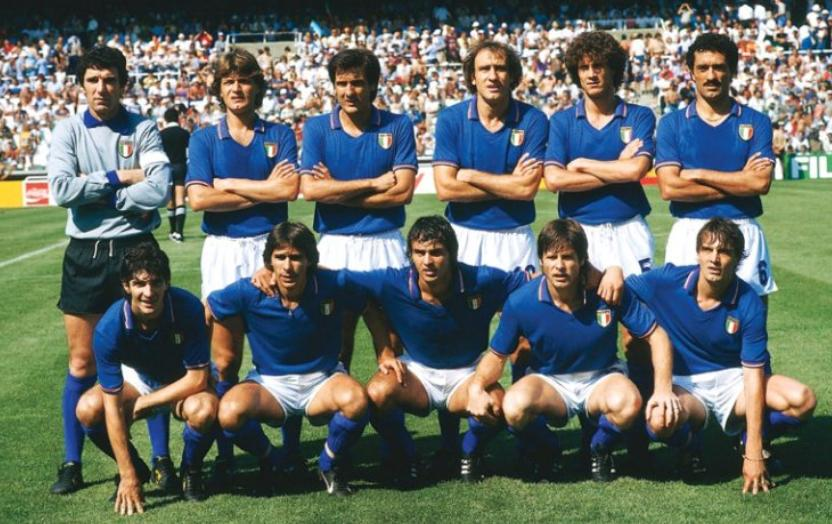
A Seleção Italiana na vitoriosa Copa do Mundo de 1982, em foto antes do jogo contra a Argentina, na segunda fase. Em pé, da esquerda para a direita, estão Zoff, Antognoni, Scirea, Graziani, Collovati e Gentile; agachados, Rossi, Conti, Cabrini, Oriali e Tardelli. Na semifinal, Antognoni lesionou-se e seu lugar na decisão ficou com Bergomi.

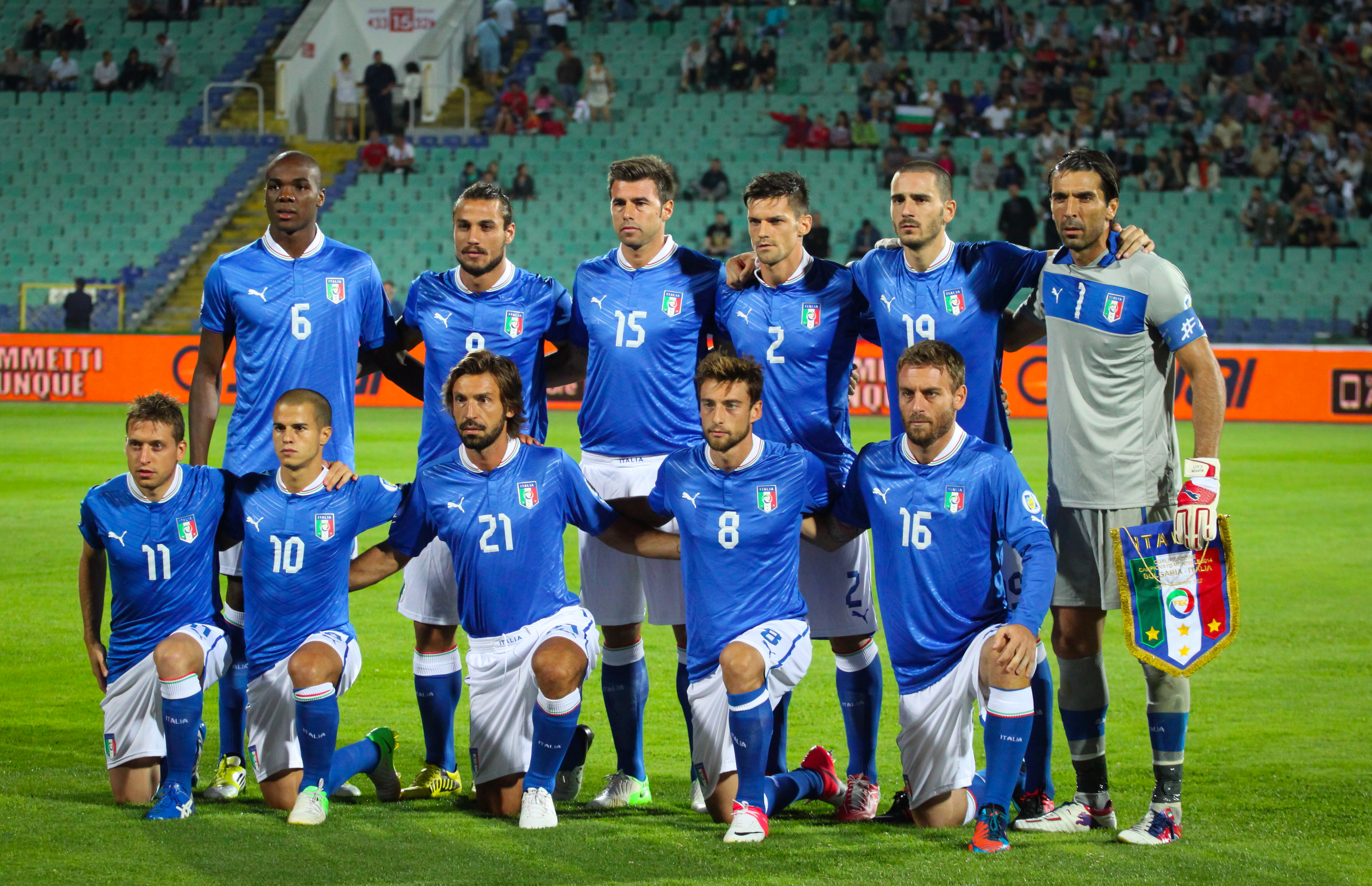
A seleção italiana, meses antes da Euro 2012 na Ucrânia e Polônia. Em pé, da esquerda para a direita estão Ogbonna, Daniel Osvaldo, Barzagli, Maggio, Bonucci, Buffon; agachados, Giaccherini, Giovinco, Pirlo, Marchisio e De Rossi.

*Inclui empates em jogos eliminatórios decididos nos pênaltis.
| Desempenho na Eurocopa | Desempenho na Eurocopa | Desempenho na Eurocopa | Desempenho na Eurocopa | Desempenho na Eurocopa | Desempenho na Eurocopa | Desempenho na Eurocopa | Desempenho na Eurocopa | Desempenho na Eurocopa |
| Ano                    | Fase                   | Posição                | J                      | V                      | E*                     | D                      | GP                     | GC                     |
| ---------------------- | ---------------------- | ---------------------- | ---------------------- | ---------------------- | ---------------------- | ---------------------- | ---------------------- | ---------------------- |
| 1960                   | Não participou         | Não participou         | Não participou         | Não participou         | Não participou         | Não participou         | Não participou         | Não participou         |
| 1964                   | Não se classificou     | Não se classificou     | Não se classificou     | Não se classificou     | Não se classificou     | Não se classificou     | Não se classificou     | Não se classificou     |
| 1968                   | Campeã                 | 1                      | 3                      | 1                      | 2                      | 0                      | 3                      | 1                      |
| 1972                   | Não se classificou     | Não se classificou     | Não se classificou     | Não se classificou     | Não se classificou     | Não se classificou     | Não se classificou     | Não se classificou     |
| 1976                   | Não se classificou     | Não se classificou     | Não se classificou     | Não se classificou     | Não se classificou     | Não se classificou     | Não se classificou     | Não se classificou     |
| 1980                   | Quarto lugar           | 4                      | 4                      | 1                      | 3                      | 0                      | 2                      | 1                      |
| 1984                   | Não se classificou     | Não se classificou     | Não se classificou     | Não se classificou     | Não se classificou     | Não se classificou     | Não se classificou     | Não se classificou     |
| 1988                   | Semifinal              | 4                      | 4                      | 2                      | 1                      | 1                      | 4                      | 3                      |
| 1992                   | Não se classificou     | Não se classificou     | Não se classificou     | Não se classificou     | Não se classificou     | Não se classificou     | Não se classificou     | Não se classificou     |
| 1996                   | Primeira fase          | 10                     | 3                      | 1                      | 1                      | 1                      | 3                      | 3                      |
| 2000                   | Final                  | 2                      | 6                      | 4                      | 1                      | 1                      | 9                      | 4                      |
| 2004                   | Primeira fase          | 9                      | 3                      | 1                      | 2                      | 0                      | 3                      | 2                      |
| 2008                   | Quartas de final       | 5                      | 4                      | 1                      | 2                      | 1                      | 3                      | 4                      |
| 2012                   | Final                  | 2                      | 6                      | 2                      | 3                      | 1                      | 6                      | 7                      |
| 2016                   | Quartas de final       | 5                      | 5                      | 3                      | 1                      | 1                      | 6                      | 2                      |
| 2020                   | Campeã                 | 1                      | 7                      | 5                      | 2                      | 0                      | 13                     | 4                      |
| 2024                   | Oitavas de final       | 14                     | 4                      | 4                      | 1                      | 2                      | 3                      | 5                      |
| Total                  | 11/17                  | 2 Títulos              | 49                     | 22                     | 19                     | 8                      | 55                     | 36                     |

*Indica empates incluindo jogos eliminatórios decididos nos pênaltis.
**Fundo dourado indica que o torneio foi vencido. Borda vermelha indica que o torneio foi sediado na Itália.
| Desempenho na Copa das Confederações | Desempenho na Copa das Confederações | Desempenho na Copa das Confederações | Desempenho na Copa das Confederações | Desempenho na Copa das Confederações | Desempenho na Copa das Confederações | Desempenho na Copa das Confederações | Desempenho na Copa das Confederações | Desempenho na Copa das Confederações |
| Ano                                  | Rodada                               | J                                    | V                                    | E*                                   | D                                    | GF                                   | GC                                   |                                      |
| ------------------------------------ | ------------------------------------ | ------------------------------------ | ------------------------------------ | ------------------------------------ | ------------------------------------ | ------------------------------------ | ------------------------------------ | ------------------------------------ |
| 1992                                 | Não se classificou                   | Não se classificou                   | Não se classificou                   | Não se classificou                   | Não se classificou                   | Não se classificou                   | Não se classificou                   |                                      |
| 1995                                 | Não se classificou                   | Não se classificou                   | Não se classificou                   | Não se classificou                   | Não se classificou                   | Não se classificou                   | Não se classificou                   |                                      |
| 1997                                 | Não se classificou                   | Não se classificou                   | Não se classificou                   | Não se classificou                   | Não se classificou                   | Não se classificou                   | Não se classificou                   |                                      |
| 1999                                 | Não se classificou                   | Não se classificou                   | Não se classificou                   | Não se classificou                   | Não se classificou                   | Não se classificou                   | Não se classificou                   |                                      |
| 2001                                 | Não se classificou                   | Não se classificou                   | Não se classificou                   | Não se classificou                   | Não se classificou                   | Não se classificou                   | Não se classificou                   |                                      |
| 2003                                 | Não se classificou                   | Não se classificou                   | Não se classificou                   | Não se classificou                   | Não se classificou                   | Não se classificou                   | Não se classificou                   |                                      |
| 2005                                 | Não se classificou                   | Não se classificou                   | Não se classificou                   | Não se classificou                   | Não se classificou                   | Não se classificou                   | Não se classificou                   |                                      |
| 2009                                 | Fase de grupos                       | 3                                    | 1                                    | 0                                    | 2                                    | 3                                    | 5                                    |                                      |
| 2013                                 | 3º lugar                             | 5                                    | 2                                    | 2                                    | 1                                    | 10                                   | 10                                   |                                      |
| 2017                                 | Não se classificou                   | Não se classificou                   | Não se classificou                   | Não se classificou                   | Não se classificou                   | Não se classificou                   | Não se classificou                   |                                      |
| Total                                | N/A                                  | 8                                    | 3                                    | 2                                    | 3                                    | 13                                   | 15                                   |                                      |

## A Itália nas Copas do Mundo

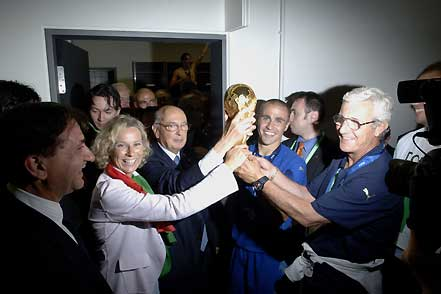
Lippi, Cannavaro e políticos italianos celebram a conquista da Copa do Mundo de 2006.

A Copa do Mundo de 1930 teve a chance de ser realizada, a primeira edição de todas as Copas do Mundo, na Itália, entretanto, a escolha da realização da competição foi no Uruguai. Diante da dificuldade da viagem até a América do Sul, na época, se recusou a participar. Ficando, desde já, que a realização da Copa do Mundo seguinte seria no velho continente.
A primeira participação da Itália foi em Copa do Mundo de 1934, sendo sede da competição e campeã da competição. A competição tinha o formato de torneio eliminatório direto. Na primeira partida venceu por 7x1 a seleção dos Estados Unidos, na fase seguinte, enfrentou a Espanha, sendo a classificação para próxima fase decidida em jogo de desempate, sendo 1x1 no primeiro confronto e 1x0 em favor dos italianos no segundo confronto, levando a Itália para as semifinais da competição, contra a Áustria.
Na semifinal venceu pelo placar de 1x0 contra a Áustria. Na grande decisão, enfrentou a temida seleção da Tchecoslováquia, atual República Tcheca. Os gols surgiram na segunda etapa, aos 26 minutos do segundo tempo de Puč e aos 36 minutos, Orsi empata a partida no tempo normal. O título ficou com a Itália quando Schiavio marcou aos 05 minutos da prorrogação e levou a Itália a sua primeira conquista de Copa do Mundo. O primeiro título dos quatro títulos do total.
O bicampeonato mundial foi vencido na Copa do Mundo seguinte, em Copa do Mundo de 1938, com sede na França. Na estreia venceu a Noruega na prorrogação por 2x1, na fase seguinte passou pelas donas da casa, a França, vencendo por 3x1. Nas semifinais venceu o Brasil por 2x1 e na final enfrentou a Hungria pelo placar de 4x2. Juntamente com o Brasil (1958 e 1962) venceu de forma consecutiva a competição. Tornou-se a primeira bicampeã mundial.
Devido a Segunda Guerra Mundial, a competição somente voltou a ser realizada em 1950, no Brasil. Na primeira fase, em um grupo com Suécia e Paraguai, não conseguiu passar para o quadrangular final. Na primeira partida perdeu para a seleção sueca por 3x2, mas saiu com uma vitória sobre os paraguaios por 2x0.
A Copa do Mundo de 1954 não teve um papel muito bom para a Itália. Caiu no Grupo 4, com Suíça, Inglaterra e Bélgica. O regulamento da competição fazia com que cada seleção enfrentasse apenas duas seleções do seu grupo. Na estreia perdeu para a Suíça por 2x1, venceu a Bélgica no jogo seguinte por 4x1. No jogo de desempate contra a Suíça, nova derrota por 4x1 e o retorno melancólico para casa.
Nas Eliminatórias para a Copa do Mundo de 1958 foram marcantes para os italianos, pois não conquistou a vaga para a disputa do campeonato mundial. Em um grupo com Irlanda do Norte e Portugal, terminou em segundo lugar, atrás da Irlanda do Norte, classificada e na frente do também eliminado Portugal. Foi a segunda vez que a Itália ficou de fora da disputa da competição.
O retorno para o campeonato mundial foi na Copa do Mundo de 1962, disputado no Chile. No grupo das donas da casa, mais Alemanha Ocidental e Suíça, na estreia contra a Alemanha Ocidental o empate sem gols. Na partida seguinte, derrota por 2x0 contra o Chile em jogo marcado por ter sido o jogo mais agressivo da história das Copas do Mundo.
O confronto, denominado de Batalha de Santiago teve origem logo aos seis minutos do primeiro tempo em uma partida com sucessões de agressões e que tiveram apenas duas expulsões. Ainda, o chileno Leonel Sanchez e o italiano Paride Tumburus protagonizaram a pior briga com sangramento em ambos. Na última partida a Itália venceu por 3x0 os suíços, mas não conseguiu evitar a eliminação precoce da competição.
A Itália vinha de dois campeonatos mundiais que não passou da primeira fase e de um mundial que não participou, em 1958. A Copa do Mundo de 1966 era para ser o renascimento da bicampeã mundial. O grupo 4 tinha União Soviética, Chile e Coreia do Norte. Em reencontro contra o Chile, terminou na vitória para os italianos por 2x0, no jogo seguinte derrota para a União Soviética por 1x0.
No último e decisivo jogo contra a Coreia do Norte, a vitória era contada antes do tempo, diante da fragilidade da seleção norte-coreana. Porém, com um gol aos 42 minutos da etapa inicial de Pak Doo Ik, a seleção da Itália foi derrotada por 1x0, sendo considerado um dos maiores vexames da história da Itália. Novamente a eliminação na primeira fase da competição.
A Copa do Mundo de 1970 teve uma boa campanha da seleção da Itália. Na primeira fase enfrentou Suécia (1x0), Uruguai (0x0) e Israel (0x0) se classificando em primeiro lugar do grupo 2. Na fase seguinte, as quartas de final, venceu o México por 4x1. Nas semifinais, em um jogo épico contra a Alemanha Ocidental, venceu pelo placar de 4x3 após as prorrogações. No tempo normal o placar por de 1x1 e nas prorrogações 3x2 em favor dos italianos. É chamado de o Jogo do Século, diante da quantidade de gols e da forma que foi construído o placar final.
Na final da competição, o cansaço da partida de semifinal foi crucial para a perda do campeonato. O título da competição para o Brasil ou Itália daria a Taça Jules Rimet em definitivo para a primeira seleção tricampeã mundial. Ambas as seleções em campo eram bicampeãs mundiais e foi a primeira final com dois campeões mundiais. O placar final foi de 4x1 para o Brasil. A primeira final entre as equipes que viriam a decidir novamente a competição 24 anos depois.
Para a Copa do Mundo de 1974, a Itália caiu no grupo com Argentina, Polônia e Haiti. Novamente, foi eliminada na primeira fase. Na estreia venceu o Haiti por 3x1, empatou na segunda partida com a Argentina por 1x1 e foi derrotada para a Polônia por 2x1 no último jogo. Pelo saldo de gols, a Argentina (+2) ficou na frente da Itália (+1). Mais uma vez a eliminação na primeira fase da competição.
Para a próxima Copa do Mundo de 1978, na Argentina, a Itália chegou como uma das favoritas. Na primeira etapa venceu a França (2x1), Hungria (3x1) e as donas da casa, a Argentina (1x0). Na fase seguinte, novamente em grupos, precisava ficar em primeiro lugar para ir para a final do campeonato mundial. Na primeira partida empatou sem gols com a Alemanha, em seguida venceu a Áustria por 1x0 e foi derrotada pelos Países Baixos por 2x1, ficando em segundo lugar do grupo. Na decisão do terceiro lugar, perdeu para o Brasil por 2x1 e ficou na quarta colocação geral.
A Copa do Mundo de 1982 foi organizada na Espanha. Foi a primeira Copa do Mundo com representantes de todos os continentes. A campanha da Itália se iniciou pelo Grupo A, com Polônia, Camarões e Peru. Na estreia empatou sem gols com a Polônia, em seguida o novo empate contra o Peru por 1x1 e terminou a primeira fase com um novo empate por 1x1 contra o Camarões. Ainda assim, foi para a próxima fase. O grupo foi formado por Itália, Brasil e Argentina. A Itália venceu o primeiro jogo contra a Argentina por 2x1. Na partida contra o Brasil, somente a vitória interessava, já que o Brasil derrotou a Argentina por 3x1 e tinha o saldo de gols ao seu favor.
Logo aos 5 minutos, Rossi, o nome do jogo, abriu o placar a favor dos italianos. O Brasil empatou com Sócrates aos 12 minutos do primeiro tempo e a Itália passou novamente a frente com Rossi aos 25 minutos do primeiro tempo. O Brasil virou empatou o placar aos 23 minutos do segundo tempo e o gol da classificação veio de Rossi aos 29 minutos do segundo tempo. A Itália eliminou o Brasil que até hoje é considerada uma das maiores seleções da história do Brasil. Nas semifinais enfrentou novamente a Polônia, mas dessa vez venceu por 2x0. Na grande final venceu com autoridade a Alemanha Ocidental pelo placar de 3x1 e levantou o tricampeonato mundial.
Os então campeões mundiais disputaram a Copa do Mundo de 1986 em um grupo formado por Argentina, Bulgária e Coreia do Sul. Na estreia, empatou por 1x1 com a Bulgária, em seguida empatou pelo mesmo placar com a Argentina e derrotou a Coreia do Sul por 3x2 na última rodada. Na fase seguinte, enfrentou a França e perdeu por 2x0 nas Oitavas de Final, deixando a competição.
Depois de 56 anos, a Itália voltaria a sediar a Copa do Mundo de 1990. Os italianos, donos da casa, enfrentaram na primeira a Áustria (1x0), Tchecoslováquia (2x0) e Estados Unidos (1x0). Foram três vitórias contra os adversários e a classificação para a próxima fase. Nas oitavas de final eliminaram o Uruguai por 2x0 e nas quartas de final derrotaram a Irlanda por 1x0. Na semifinal da competição enfrentou a Argentina, atuais campeões do mundo. No tempo normal o empate por 1x1, na prorrogação sem alterações e na disputa nas penalidades máximas, com Roberto Donadoni e Serena perdendo. Na disputa pelo terceiro lugar, a Itália venceu a Inglaterra por 2x1.
Na Copa do Mundo de 1994, a seleção da Itália apresentava grande desconfiança. Na primeira fase perdeu na estreia para a Irlanda por 1x0, se recuperando com uma vitória contra a Noruega por 1x0 e o empate contra o México por 1x1. A classificação veio como um dos melhores terceiros colocados. Na fase de oitavas de final, a Itália eliminou a Nigéria na prorrogação por 2x1, nas quartas de final, a Espanha por 2x1 e na semifinal foi contra uma das seleções sensações da competição, a Bulgária ganharão por 2x1.Na final do campeonato mundial foi contra o Brasil,ambos buscavam o tetracampeonato mundial. A Itália havia vencido em 1934, 1938 e 1982 e o Brasil venceu em 1958, 1962 e 1970. E a Itália perdeu por 3x2 nós pênaltis após 0x0 no tempo normal
Na Copa do Mundo de 1998 a Itália enfrentou a França e perdeu na disputa nas penalidades máximas nas quartas de final, deixando a competição.
Na Copa do Mundo de 2002 deixou a competição nas oitavas de final.
Na Copa do Mundo de 2006 a seleção da Itália na primeira etapa venceu o Grupo E, nas oitavas de final derrotou a Australia pelo placar de 1x0 e nas quartas de final venceu com autoridade a Ucrânia pelo placar de 3x0. Na semifinal derrotou a Alemanha 2x0. Na grande final venceu a França na disputa nas penalidades máximas e levantou o tetracampeonato mundial.
Em Copa do Mundo de 2010 e em Copa do Mundo de 2014 a seleção da Itália deixou a competição ainda na primeira fase. Na Copa de 2014, foi a terceira colocada, atrás de Costa Rica e Uruguay, do grupo que ficou conhecido como "Grupo da Morte" que ainda tinha a Inglaterra.
Em 2017 a Itália falhou dramaticamente a qualificação para a Copa do Mundo de 2018. Enfrentou a Suécia, em tese o adversário mais difícil. No primeiro jogo em Solna 1x0 para a Suécia. No jogo de volta em Milão, empate em 0x0.
A Itália ficou mais uma vez fora da Copa do Mundo, após perder por 1 x 0 em casa contra a Macedônia do Norte, pela semifinal da repescagem das Eliminatórias Europeias. Um gol de Aleksandar Trajkovski nos últimos minutos garantiu aos visitantes uma enorme vitória e a eliminação da seleção da Itália da Copa do Mundo de 2022.

## Uniformes

### 1º Uniforme
| 2020 | 2018 | 2016 | 2014 | 2013 | 2012 | 2010 | 2008 | 2006 | 2004 |

| 2002 | 2000 | 1998 | 1996 | 1995 | 1994 |

### 2º Uniforme
| 2021 | 2020 | 2018 | 2016 | Euro 2016 | 2014 | 2012 | 2010 | 2008 | 2006 | 2004 |

| 2002 | 2000 | 1998 | 1996 | 1995 | 1994 |

### 3º Uniforme
| 2019 |

### Outros
| Final Euro 2020 | Conf. Cup 2009 | Final Copa do Mundo 2006 |

### Goleiros
2023
| Cores do Time · Cores do Time · Cores do Time · Cores do Time · Cores do Time | Cores do Time · Cores do Time · Cores do Time · Cores do Time · Cores do Time | Cores do Time · Cores do Time · Cores do Time · Cores do Time · Cores do Time | Cores do Time · Cores do Time · Cores do Time · Cores do Time · Cores do Time |

### Material esportivo
| Marca          | Período   |
| -------------- | --------- |
| Nenhum         | 1910–1954 |
| Italo Sport    | 1954      |
| Fedeli         | 1962      |
| Nenhum         | 1966-1970 |
| Adidas         | 1974–1978 |
| Baila          | 1978–1979 |
| Le Coq Sportif | 1979–1984 |
| Ennerre (NR)   | 1984–1985 |
| Diadora        | 1985–1994 |
| Nike           | 1994–1999 |
| Kappa          | 1999–2003 |
| Puma           | 2003–2022 |
| Adidas         | 2023–     |

## Principais adversários
A Seleção Italiana possui grandes rivais na história do futebol mundial. Esses são:
- A Seleção Brasileira, com quem a Itália tem sua maior rivalidade intercontinental, as duas seleções disputaram cinco jogos decisivos em Copas do Mundo como as finais de 1970 e 1994, nas quais as duas equipes detinham o mesmo número de títulos no momento do confronto, ocorreram vitórias brasileiras em ambas as vezes, por 4 a 1 no tempo normal e 3 a 2 nos pênaltis após um empate sem gols, respectivamente. Houve também outra vitória brasileira, dessa vez por 2 a 1 na disputa pelo terceiro lugar na Copa do Mundo de 1978. Ocorreram vitórias italianas nas semifinais de 1938 e no jogo da segunda fase de 1982, o último contou com um hat-trick de Paolo Rossi e a eliminação traumática do favorito Brasil, tal partida é conhecida como "Tragédia do Sarriá" até os dias atuais.[10]
- A Seleção Alemã, com quem os italianos disputaram também cinco partidas em Copas do Mundo, a mais marcante de todas ocorreu nas semifinais da Copa de 1970, a Itália venceu a Alemanha por 4 a 3 na prorrogação no chamado Jogo do Século.[11] Os outros quatro embates em Copas contaram com duas vitórias da Nazionale, uma na final da Copa de 1982 e outra nas semifinais de 2006, aconteceram também dois empates na fase de grupos, em 1962 e 1978.[12] Se enfrentaram quatro vezes na Eurocopa, com dois empates, uma vitória alemã nos pênaltis e uma vitória italiana. Contudo, a Alemanha já venceu três vezes tal competição enquanto a Itália, venceu duas vezes.[13]
- A Seleção Francesa, com quem a Seleção Italiana disputou sua primeira partida oficial de futebol, e teve sua primeira vitória, por 6 a 2. Assim como as mencionados anteriormente, tais seleções disputaram cinco partidas em Copas do Mundo,[14] entre elas, a final da Copa do Mundo de 2006, em que o ídolo francês, Zinédine Zidane, foi expulso e a Itália se sagrou tetracampeã nos pênaltis.[15] Outras duas vitórias dos italianos ocorreram, em 1938, quando a França anfitriã foi eliminada nas quartas e na primeira fase de 1978.[16][17] A única vitória dos blues aconteceu nas oitavas em 1986. Houve também um empate por 0 a 0 nas quartas de final (vitória nos pênaltis por 4 a 3 para a França) na vitoriosa campanha em 1998.[18] Na Eurocopa se enfrentaram duas vezes, a primeira na final de 2000 quando a França venceu a Itália por 2 a 1 com o gol de ouro do Trezeguet. E na fase de grupos na Eurocopa de 2008, quando a Seleção Italiana venceu por 2 a 0 a Seleção Francesa. Com esse resultado, a Seleção Italiana acabou passando para a próxima fase, enquanto a Seleção Francesa foi eliminada ainda na fase de grupos..

## A questãoOriundi
A palavra Oriundi faz referência a pessoas nascidas fora do território italiano e que possuem ascendência italiana. O número de descendentes de italianos no mundo todo é estimado em setenta milhões, devido à maciça emigração italiana, ocorrida principalmente entre 1880 a 1960. Entre os descendentes de italianos são incluídos filhos, netos, bisnetos e trinetos de italianos natos, e são considerados de jure cidadãos italianos, baseada no conceito jus sanguinis, em que todos aqueles que têm sangue italiano são igualmente italianos, sem diferenças daqueles nascidos na Itália. Êxodos massivos da Itália ocorreram em duas épocas, a primeira no período de unificação em 1861 e a segunda em 1920 quando Mussolini alcançou o poder. Países como Brasil, Argentina, Estados Unidos e Uruguai foram eleitos destinos populares dos italianos. Com milhões de italianos iniciando famílias no exterior, era natural que alguns filhos se tornassem jogadores de futebol. Apesar dessa primeira geração de imigrantes não ter tido muito contato com a Itália antes de representarem a seleção, a maioria foi criada com base nos costumes da terra dos seus pais, falando o idioma, experimentando comidas típicas e praticando os costumes.

### Futebolistas oriundos
- Alejandro Scopelli
- Alfredo De Vincenzi
- Antonio Angelillo
- Attilio Demaría
- Bruno Pesaola
- Cesare Lovati
- Cristian Ledesma
- Eduardo Ricagni
- Emilio Badini
- Enrique Flamini
- Enrique Guaita
- Eugenio Mosso
- Ezequiel Schelotto
- Félix Romano
- Francisco Lojacono
- Franco Vázquez
- Gabriel Paletta
- Humberto Maschio
- Julio Libonatti
- Luis Monti
- Mateo Retegui
- Mauricio Mazzetti
- Mauro Camoranesi
- Miguel Montuori
- Omar Sívori
- Pablo Osvaldo
- Paolo Dellafiore
- Raimundo Orsi
- Rinaldo Martino
- Roberto Allemandi
- Alexandre de Maria
- Amauri de Oliveira
- Anfilogino Guarisi
- Angelo Sormani
- Dino da Costa
- Éder
- Elisio Gabardo
- Emerson Palmieri
- João Pedro Geraldino
- Jorginho
- José Altafini
- Luiz Felipe
- Otávio Fantoni
- Paulo Innocenti
- Pedro Sernagiotto
- Rafael Tolói
- Rômulo
- Thiago Motta
- Alcides Ghiggia
- Cecilio Pisano
- Emanuel Fillola
- Ernesto Mascheroni
- Francesco Frione
- Francisco Fedullo
- Héctor Puricelli
- Juan Alberto Schiaffino
- Michele Andreolo
- Raffaele Sansone
- Ricardo Faccio
- Roberto Porta
- Víctor Tortora
- Nicola Sansone
- Roberto Soriano
- Vincenzo Grifo
- Mario Varglien
- Gino Colaussi
- Giuseppe Wilson
- Simone Perrotta
- Eddie Firmani
- Matteo Ferrari
- Giovanni Moscardini
- Giuseppe Rossi
- Felice Borel
- Claudio Gentile
- Attila Sallustro
- Roberto Di Matteo

#### Por país
| País            | Jogadores | Local de nascimento |
| --------------- | --------- | --- |
| Argentina       | 30        | Buenos Aires (12), Rosário (5), Avellaneda (2), La Plata (1), Morón (1), Lucas González (1), Córdova (1), Oliva (1), Tanti (1), Longchamps (1), Tandil (1), Mendoza (1), San Fernando e San Nicolás de los Arroyos (1)                                           |
| Brasil          | 18        | São Paulo (2), Votorantim (1), Carapicuíba (1), Jaú (1), Rio de Janeiro (1), Lauro Müller (1), Santos (1), Imbituba (1), Piracicaba (1), Belo Horizonte (1), Glória d'Oeste (1), Pelotas (1), São Bernardo do Campo (1), Ipatinga (1), Colina (1) e Curitiba (1) |
| Uruguai         | 13        | Montevidéu (11), Dolores (1), Durazno (1) |
| Alemanha        | 3         | Pforzheim (1), Darmstadt (1) e Munique (1) |
| Áustria-Hungria | 2         | Fiume (1) e Gradisca d'Isonzo (1) |
| Inglaterra      | 2         | Ashton-under-Lyne (1) e Darlington (1) |
| África do Sul   | 1         | Cidade do Cabo (1) |
| Argélia         | 1         | Aflou (1) |
| Escócia         | 1         | Falkirk (1) |
| Estados Unidos  | 1         | Teaneck (1) |
| França          | 1         | Nice (1) |
| Líbia           | 1         | Trípoli (1) |
| Paraguai        | 1         | Assunção (1) |
| Suíça           | 1         | Schaffhausen (1) |

### Nascidos em solo italiano de origem estrangeira
| Jogador             | Local de nascimento | País de origem  | Notas                               |
| ------------------- | ------------------- | --------------- | ----------------------------------- |
| Moise Kean          | Vercelli, Itália    | Costa do Marfim | Filho de pais marfinenses           |
| Stephan El Shaarawy | Savona, Itália      | Egito           | Filho de pai egípcio e mãe italiana |
| Mario Balotelli     | Palermo, Itália     | Gana            | Filho de pais ganenses              |
| Ermanno Aebi        | Milão, Itália       | Suíça           | Filho de pai suíço e mãe italiana   |
| Pietro Vierchowod   | Calcinate, Itália   | Ucrânia         | Filho de pai ucraniano              |
| Ivan Provedel       | Pordenone, Itália   | Rússia          | Filho de mãe russa                  |
| Wilfried Gnonto     | Verbania, Itália    | Costa do Marfim | Filho de pais marfinenses           |
| Caleb Okoli         | Vicenza, Itália     | Nigéria         | Filho de pais nigerianos            |
| Destiny Udogie      | Verona, Itália      | Nigéria         | Filho de pais nigerianos            |

### Treinadores estrangeiros
- Harry Goodley
- Hugo Rietmann
- Silvio Marengo
- Helenio Herrera
- Lajos Czeizler

## Recordes individuais

### Recordistas em número de partidas
| Pos. | Jogador            | Período   | Jogos | Gols |
| ---- | ------------------ | --------- | ----- | ---- |
| 1    | Gianluigi Buffon   | 1997–2018 | 176   | 0    |
| 2    | Fabio Cannavaro    | 1997–2010 | 136   | 2    |
| 3    | Paolo Maldini      | 1988–2002 | 126   | 7    |
| 4    | Leonardo Bonucci   | 2010–     | 121   | 8    |
| 5    | Daniele De Rossi   | 2004–2017 | 117   | 21   |
|      | Giorgio Chiellini  | 2004–2022 | 117   | 8    |
| 7    | Andrea Pirlo       | 2002–2015 | 116   | 13   |
| 8    | Dino Zoff          | 1968–1983 | 112   | 0    |
| 9    | Gianluca Zambrotta | 1999–2010 | 98    | 2    |
| 10   | Giacinto Facchetti | 1963–1977 | 94    | 3    |

| Pos. | Jogador              | Período   | Gols | Jogos | Média |
| ---- | -------------------- | --------- | ---- | ----- | ----- |
| 1    | Luigi Riva           | 1965–1974 | 35   | 42    | 0.83  |
| 2    | Giuseppe Meazza      | 1930–1939 | 33   | 53    | 0.62  |
| 3    | Silvio Piola         | 1935–1952 | 30   | 34    | 0.88  |
| 4    | Roberto Baggio       | 1988–2004 | 27   | 56    | 0.48  |
| 4    | Alessandro Del Piero | 1995–2008 | 27   | 91    | 0.30  |
| 6    | Adolfo Baloncieri    | 1920–1930 | 25   | 47    | 0.53  |
| 6    | Filippo Inzaghi      | 1997–2007 | 25   | 57    | 0.44  |
| 6    | Alessandro Altobelli | 1980–1988 | 25   | 61    | 0.41  |
| 9    | Christian Vieri      | 1997–2005 | 23   | 49    | 0.47  |
| 9    | Francesco Graziani   | 1975–1983 | 23   | 64    | 0.36  |

## Treinadores
| Nome                                                | Período   |
| --------------------------------------------------- | --------- |
| Comissão Técnica                                    | 1910-1912 |
| Vittorio Pozzo                                      | 1912      |
| Comissão Técnica                                    | 1912-1924 |
| Vittorio Pozzo                                      | 1924      |
| Comissão Técnica                                    | 1924-1925 |
| Augusto Rangone                                     | 1925-1928 |
| Carlo Carcano                                       | 1928-1929 |
| Vittorio Pozzo                                      | 1929-1948 |
| Ferruccio Novo                                      | 1949-1950 |
| Gianpiero Combi, Piercarlo Beretta e Antonio Busini | 1951      |
| Piercarlo Beretta e Giuseppe Meazza                 | 1952-1953 |
| Lajos Czeizler e Angelo Schiavio                    | 1953-1954 |
| Angelo Schiavio e Alfredo Foni                      | 1954-1956 |
| Alfredo Foni                                        | 1954-1957 |
| Alfredo Foni e Angelo Schiavio                      | 1957-1958 |
| Comissão Técnica                                    | 1958-1959 |
| Giuseppe Viani                                      | 1960      |
| Giovanni Ferrari                                    | 1960-1962 |
| Paolo Mazza                                         | 1962      |
| Comissão Técnica                                    | 1962      |
| Edmondo Fabbri                                      | 1962-1966 |
| Comissão Técnica                                    | 1966-1967 |
| Ferruccio Valcareggi                                | 1967-1974 |
| Fulvio Bernardini                                   | 1974-1975 |
| Enzo Bearzot                                        | 1975-1986 |
| Azeglio Vicini                                      | 1986-1991 |
| Arrigo Sacchi                                       | 1991-1996 |
| Cesare Maldini                                      | 1997-1998 |
| Dino Zoff                                           | 1998-2000 |
| Giovanni Trapattoni                                 | 2000-2004 |
| Marcello Lippi                                      | 2004-2006 |
| Roberto Donadoni                                    | 2006-2008 |
| Marcello Lippi                                      | 2008-2010 |
| Cesare Prandelli                                    | 2010-2014 |
| Antonio Conte                                       | 2014-2016 |
| Giampiero Ventura                                   | 2016-2017 |
| Luigi Di Biagio (interino)                          | 2017-2018 |
| Roberto Mancini                                     | 2018-2023 |
| Luciano Spalletti                                   | 2023-2025 |
| Gennaro Gattuso                                     | 2025-     |

## Títulos
Seleção principal
| Mundiais     | Mundiais      | Mundiais | Mundiais                |
|              | Competição    | Vezes    | Ano                     |
| ------------ | ------------- | -------- | ----------------------- |
|              | Copa do Mundo | 4        | 1934, 1938, 1982 e 2006 |
| Continentais |               |          |                         |
|              | Competição    | Vezes    | Ano                     |
|              | Eurocopa      | 2        | 1968 e 2020             |

Seleção olímpica
| EVENTOS MULTIESPORTIVOS | EVENTOS MULTIESPORTIVOS | EVENTOS MULTIESPORTIVOS | EVENTOS MULTIESPORTIVOS |
|                         | Competição              | Vezes                   | Ano                     |
| ----------------------- | ----------------------- | ----------------------- | ----------------------- |
|                         | Jogos Olímpicos         | 1                       | 1936                    |
|                         | Jogos Olímpicos         | 2                       | 1928, 2004              |

Legenda
 Campeão Invicto

## Torneios Amistosos/Regionais
- Copa Internacional da Europa Central (antiga Copa Dr. Gerö): 2 (1927-1930) e (1933-1935)
- Torneio Internacional de Toulon: 1 (2008)

## Títulos de base

### Seleção Sub-21
- Eurocopa Sub-21: 5 (1992; 1994; 1996; 2000 e 2004)

### Seleção Sub-20
- Jogos Mediterrâneos: 4 medalhas de ouro (1959, 1963, 1967 e 1997)
- Copa do Mediterrâneo: 2 (1949 e 1950-53)

### Seleção Sub-19
- Eurocopa Sub-19: 4 (1958; 1966; 2003 e 2023)
- Copa Sendai: 1 (2004)

### Seleção Sub-17
- Eurocopa Sub-17: 3 (1982, 1987 e 2024)

### Estudantis
- Universíada: 1 Medalha de ouro na Universíada de Verão (1997)

TOTAL: 30 títulos